# Ernesto Vecchi
Ernesto Vecchi (ur. 4 stycznia 1936 w San Matteo della Decima, zm. 28 maja 2022 w Bolonii) – włoski duchowny rzymskokatolicki, w latach 1998–2011 biskup pomocniczy Bolonii.

## Życiorys
Święcenia kapłańskie przyjął 25 lipca 1963. 18 lipca 1998 został mianowany biskupem pomocniczym Bolonii ze stolicą tytularną Lemellefa. Sakrę biskupią otrzymał 13 września 1998. 8 lutego 2011 przeszedł na emeryturę. Od 2 lutego 2013 do 21 czerwca 2014 był administratorem apostolskim Terni-Narni-Amelia.